# Shinta Appelkamp
Shinta Karl Appelkamp (jap. アペルカンプ真大, Appelkamp Shinta; * 1. November 2000 in Tokio) ist ein deutsch-japanischer Fußballspieler. Der Flügelspieler steht bei Fortuna Düsseldorf unter Vertrag und ist ehemaliger japanischer und deutscher Juniorennationalspieler.

## Karriere

### Verein
Appelkamp wurde in der japanischen Hauptstadt Tokio geboren und spielte unter anderem in der Akademie des Mitsubishi-Werksklubs Yowa. Im Sommer 2015 wurde er im Nachwuchsleistungszentrum von Fortuna Düsseldorf, aus der Stadt mit der größten japanischen Gemeinde Deutschlands, aufgenommen. Für die A- und die B-Jugend spielte Appelkamp in den jeweiligen Juniorenbundesligen, die U17 führte er zeitweise als Mannschaftskapitän an. Zur Saison 2018/19 der A-Junioren-Bundesliga rückte der Flügelspieler fest in den Kader der U19 auf und wurde auch deren Spielführer. In 22 Saisonspielen gelangen ihm elf Treffer sowie eine Torvorlage. Parallel dazu kam er zu seinen ersten fünf Einsätzen in der Regionalliga West.
Ab Sommer 2019 wurde der Deutschjapaner fest in die zweite Mannschaft integriert. Darüber hinaus absolvierte er die gesamte Sommervorbereitung mit der Bundesligamannschaft. Unter Cheftrainer Friedhelm Funkel stand der Offensivspieler in der Folge einige Male in der höchsten deutschen Spielklasse sowie im DFB-Pokal im Kader. Ende September desselben Jahres erhielt Appelkamp seinen ersten Profivertrag, der bis Juni 2021 gültig ist. Sein Profidebüt absolvierte er am 26. September 2020 (2. Spieltag) im Zweitliga-Heimspiel der Düsseldorfer gegen die Würzburger Kickers. Er wurde in der 62. Minute für Marcel Sobottka eingewechselt und in der Nachspielzeit gegen Jamil Siebert, der damit ebenfalls zu seinem ersten Einsatz als Profi kam, ausgewechselt. In der Folge erarbeitete er sich in der Hinrunde einen Stammplatz in der Startelf der Fortuna und konnte am 16. Dezember 2020 (12. Spieltag) sein erstes Tor beim 3:0-Sieg gegen den VfL Osnabrück erzielen, ehe er einen großen Teil der Rückrunde verletzungsbedingt ausfiel. Nach seinem Comeback am 30. Spieltag erzielte er in jedem der letzten vier Spiele der Saison einen Treffer.

### Nationalmannschaft
Im Juni 2018 absolvierte Appelkamp ein Länderspiel für die japanische U-18-Nationalmannschaft. Ende Mai 2021 wurde er als Reaktion auf die Verletzung von Janni Serra für die deutsche U-21-Nationalmannschaft zur K.-o.-Phase der U21-Europameisterschaft 2021 nachnominiert. Dabei wurde er ohne Einsatz U21-Europameister.